# 秩堂镇
秩堂镇，是中华人民共和国湖南省株洲市茶陵县下辖的一个乡镇级行政单位。

## 行政区划
秩堂镇下辖以下地区：
彭家祠社区、安坑祠村、晓塘村、合户村、田湖村、东首村、马首村、吉川村、沂江村、皇图村、石龙村、毗塘村、小田村、锡湖村、金湖村、太湖村、东坑村和黄草村。